# Škoda 15T
Die Škoda 15T (auch bekannt als Škoda ForCity Alfa) sind durchgehend niederflurige Gelenkstraßenbahntriebwagen aus der ForCity-Familie des tschechischen Herstellers Škoda Transportation.

## Einsätze

### Prag
Der Triebwagentyp wurde zwischen 2005 und 2008 für die Prager Verkehrsgesellschaft entwickelt. Die dreiteiligen Škoda 15T sind damit Nachfolger der ebenfalls von Škoda produzierten fünfteiligen 14T. 250 dieser Einrichtungsfahrzeuge mit 100 % Niederflurbereich bestellte die Stadt Prag. Der erste Wagen war seit dem 6. Oktober 2010 in Prag im Probebetrieb mit Fahrgästen. Im Gegensatz zu den 14T in Multigelenkbauweise erhielten die 15T wieder echte Drehgestelle, wobei es dem Hersteller erstmals gelang, über den Jakobsdrehgestellen stufenfreie und durchgehend niederflurige Durchgänge zu realisieren.

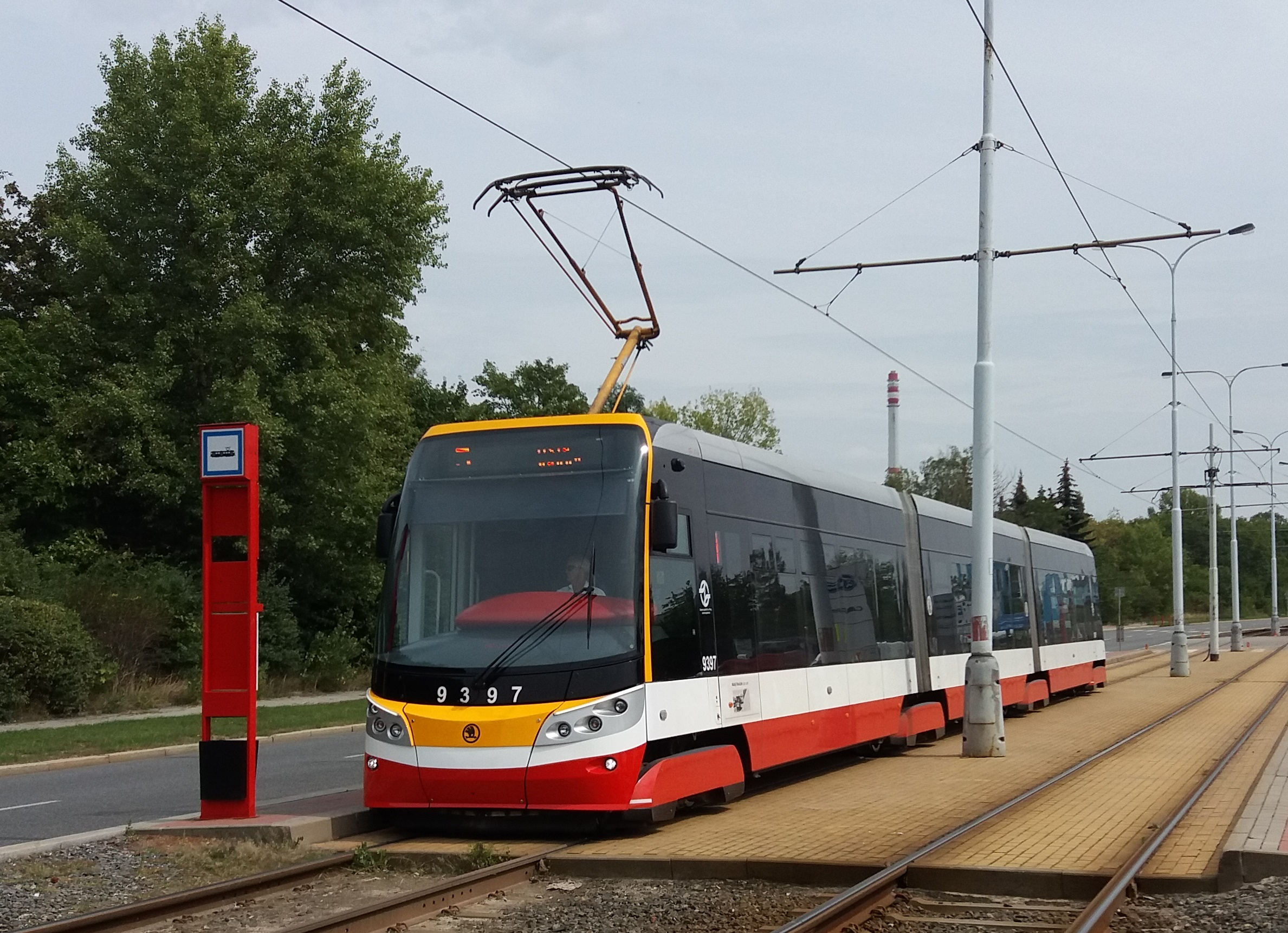
15T der zweiten Serie.

Nach 125 Fahrzeugen wurden mehrere optische und technische Änderungen an den Fahrzeugen vorgenommen. Die Triebwagen der zweiten Serie, auch als Škoda 15T4 bezeichnet, wurden ab August 2015 geliefert. Sie verfügen u. a. über eine neue Frontgestaltung sowie Änderungen im Fahrgastbereich und sind mit kostenlosem Internetzugang (WiFi) und Klimaanlage ausgestattet. Der Ersteinsatz eines Fahrzeugs dieser Serie erfolgte am 25. August 2015 auf der Linie 18. Insgesamt sollen 125 Fahrzeuge, also die Hälfte der Bestellung, als zweite Serie geliefert werden.
Insgesamt wurden nach Prag 250 Einheiten im Rahmen von acht Teilserien geliefert.

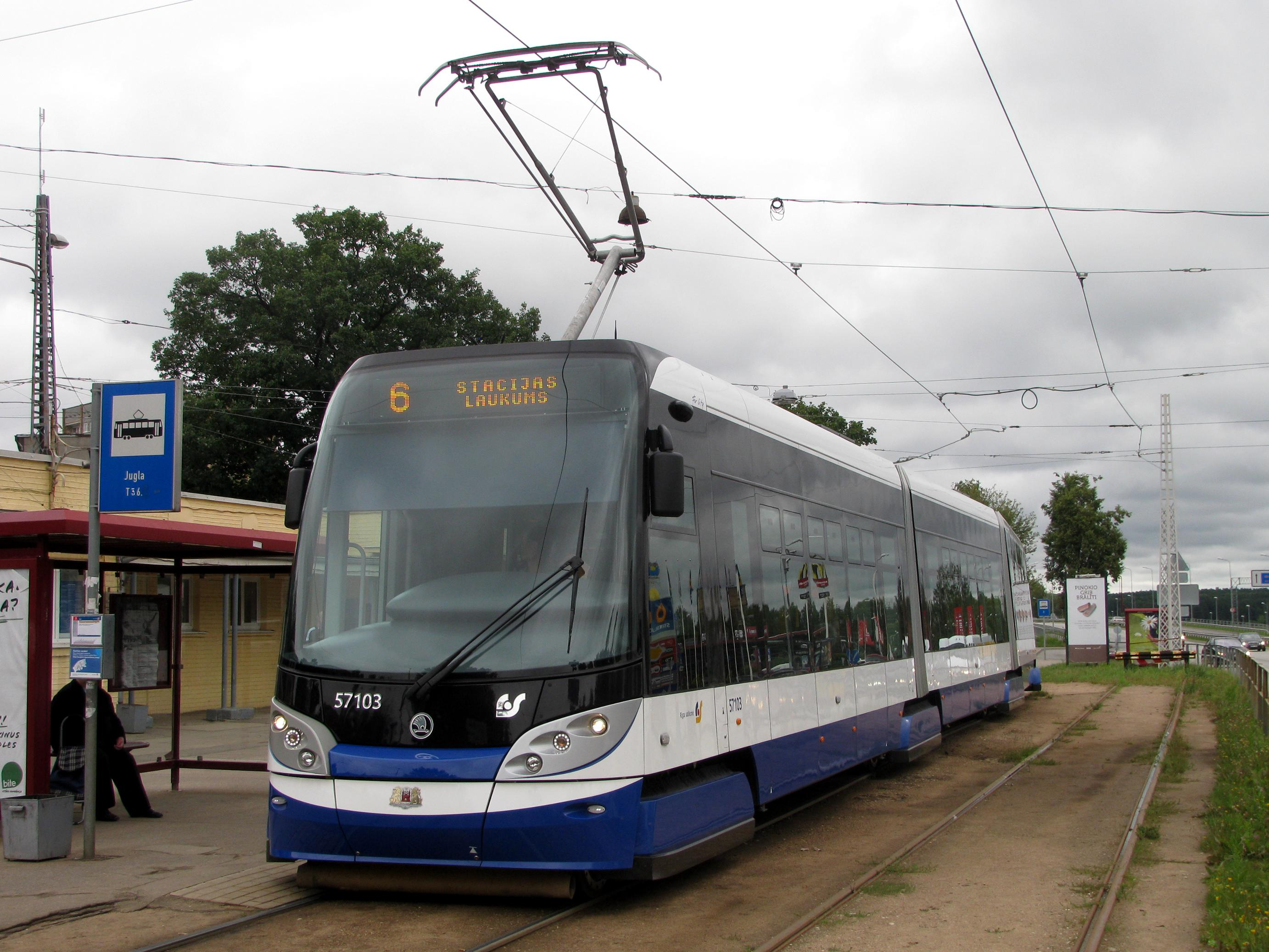
Škoda 15T in Riga mit weiß-blauer Lackierung und veränderter Front

### Riga
Im Mai 2008 bestellten die Verkehrsbetriebe der Stadt Riga 20 Garnituren mit einer Option auf weitere 32 Fahrzeuge. Diese, in blauweißer Lackierung gehaltenen Fahrzeuge laufen auf Drehgestellen mit einer Spurweite von 1524 mm. Der erste Prototyp wurde im Juni 2009 geliefert. Die Auslieferung aller zwanzig Fahrzeuge erfolgte bis März 2011. Eine zweite Serie von 6 vierteiligen Einheiten wurde ab 2012 geliefert. Seit 2017 werden weitere 15 Dreiteiler und 5 Vierteiler ausgeliefert.

### China

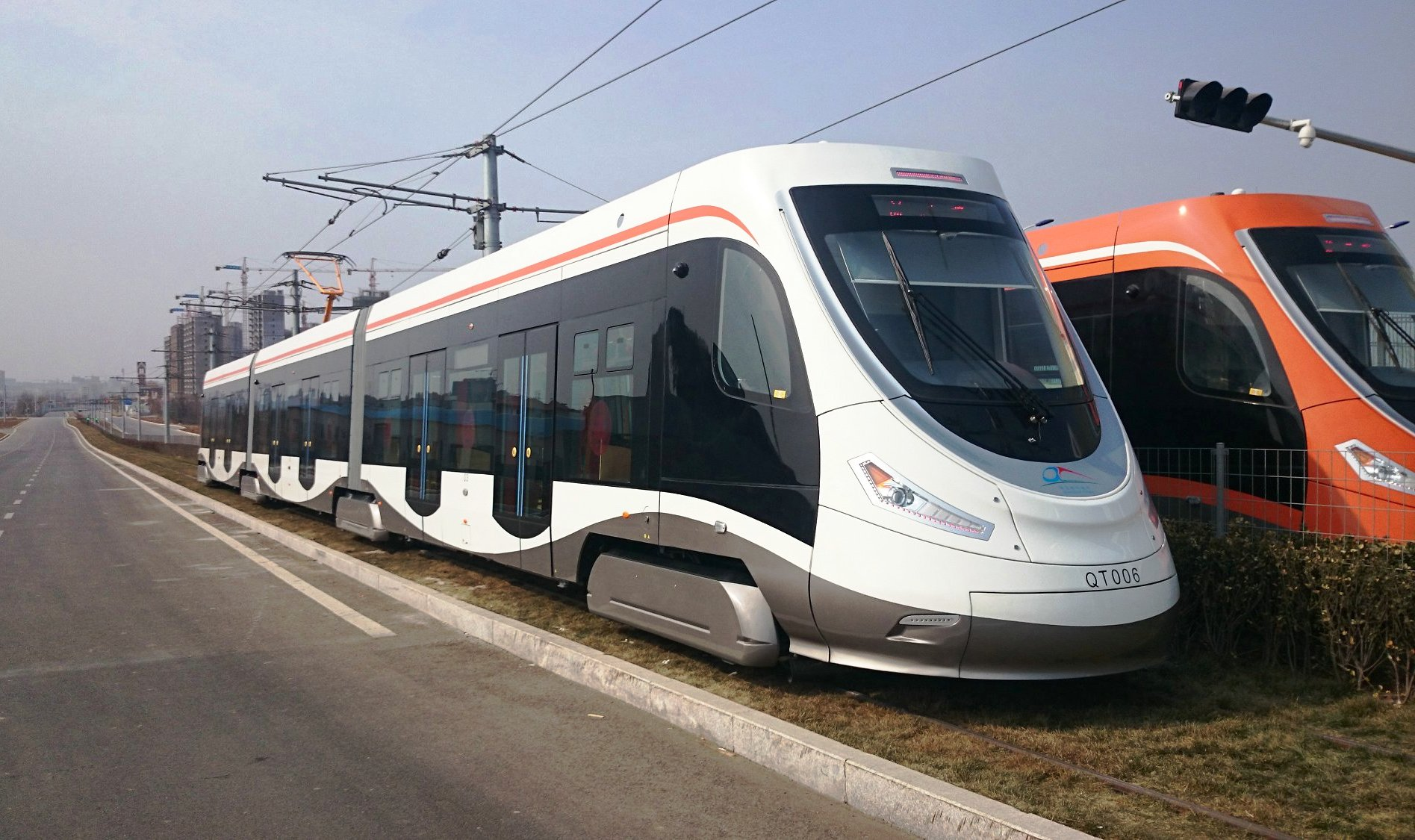
ForCity Alfa im chinesischen Qingdao

Im Jahr 2013 erlaubte Škoda dem chinesischen Hersteller CSR Sifang, ForCity-Alfa-Straßenbahnwagen zu fertigen. 2016 nahm die Straßenbahn Qingdao den Betrieb mit Wagen der Zweirichtungsvariante 27T auf. Sie können mit Brennstoffzellen ausgerüstet werden.

### Sonstige
Škoda beteiligte sich in Rostock und Helsinki an den Ausschreibungen für neue Straßenbahnfahrzeuge. Beide Male unterlag man einem Mitbewerber.
In Chemnitz wurde 2012 auf der Linie 5 der CVAG wochentags von Ende April bis Ende Mai ein Fahrzeug des Typs 15T getestet.
Statt des getesteten ForCity Alfa hat die CVAG nach europaweiter Ausschreibung 14 Multigelenkwagen des Typs Škoda 35T ForCity Classic geschlossen, die 2018–2020 geliefert wurden.

## Technik

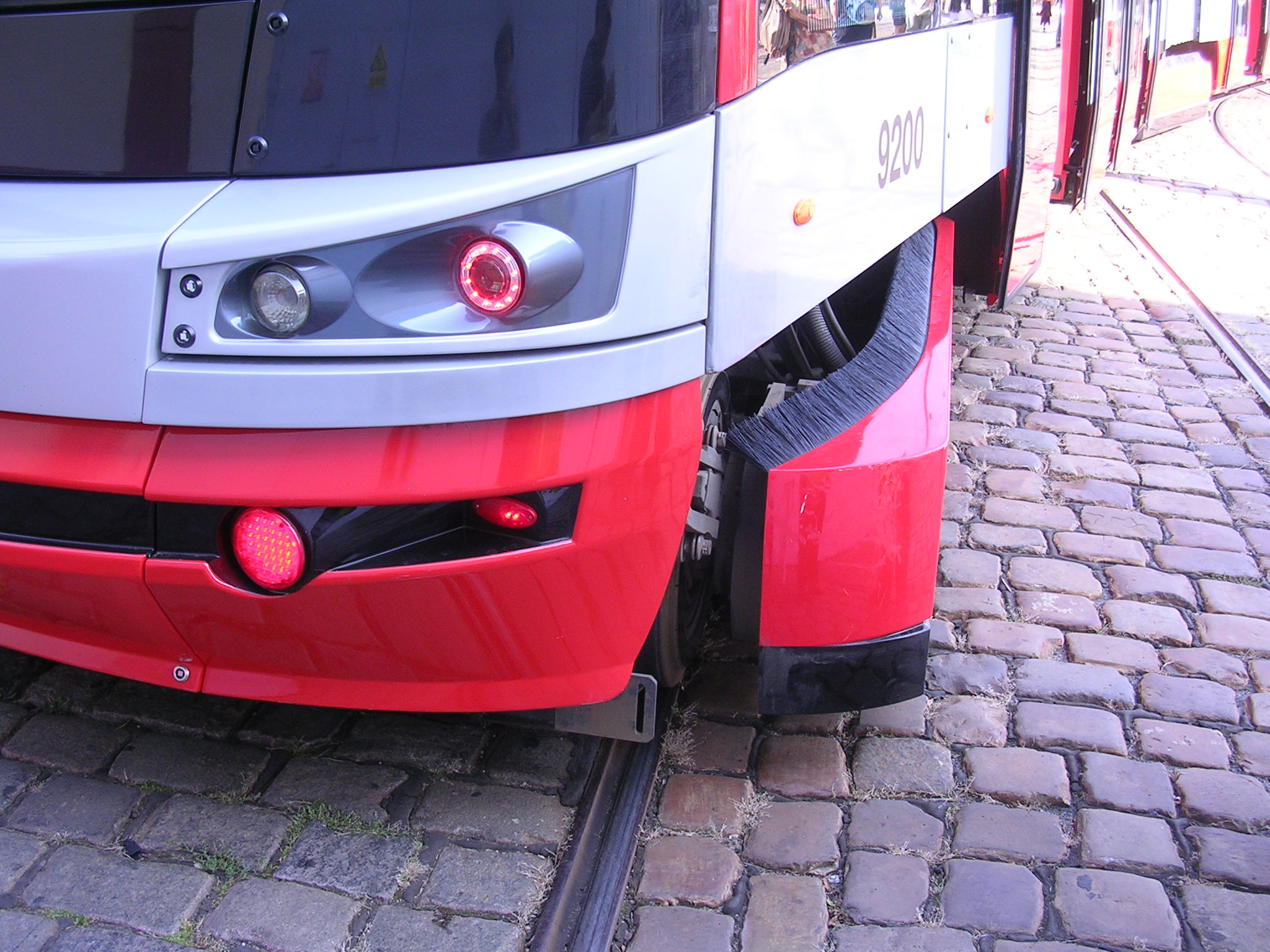
Detailansicht vorderes Drehgestell von vorn
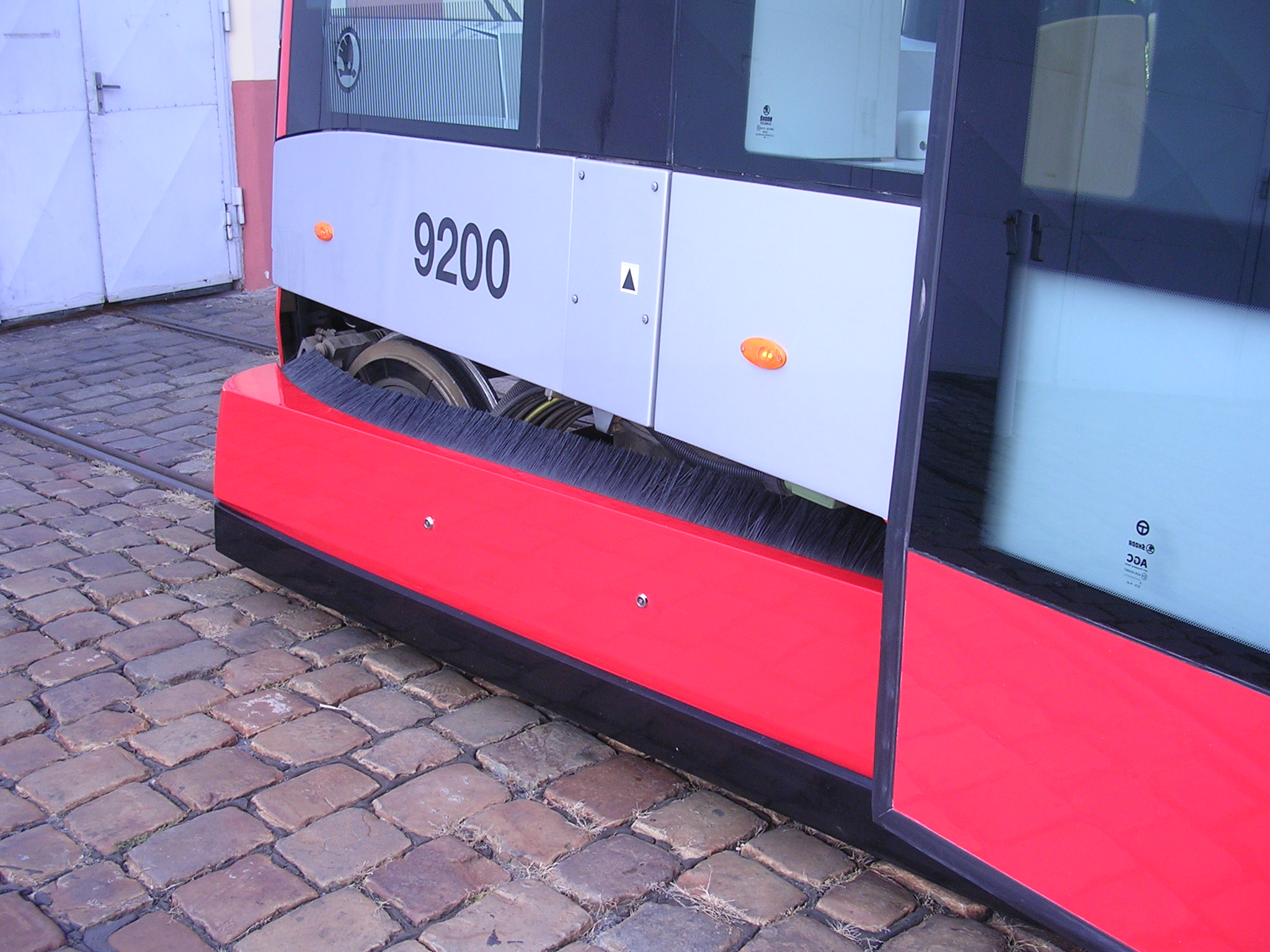
Detailansicht vorderes Drehgestell von hinten
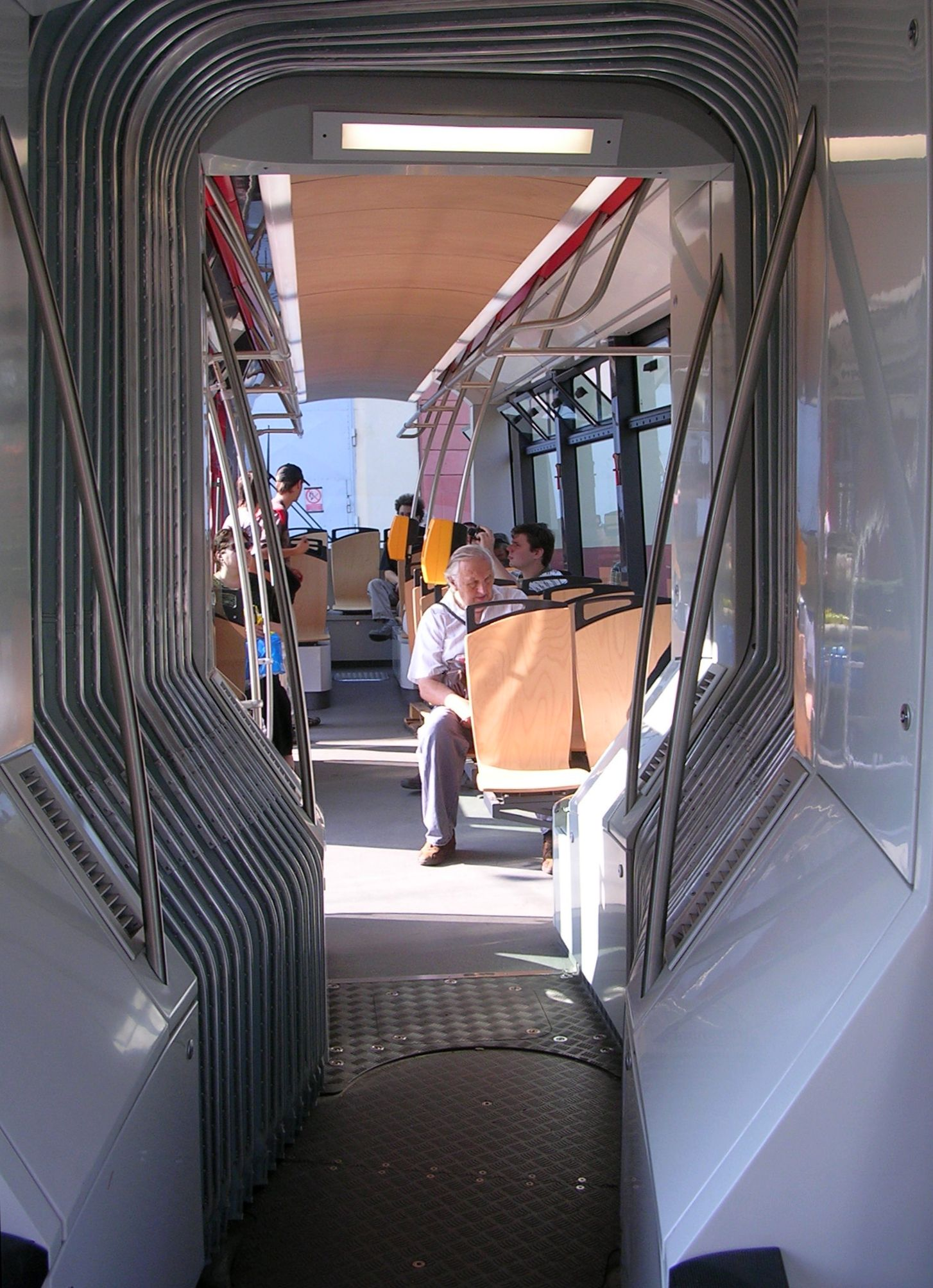
Verbindungsgang über einem Jakobsdrehgestell
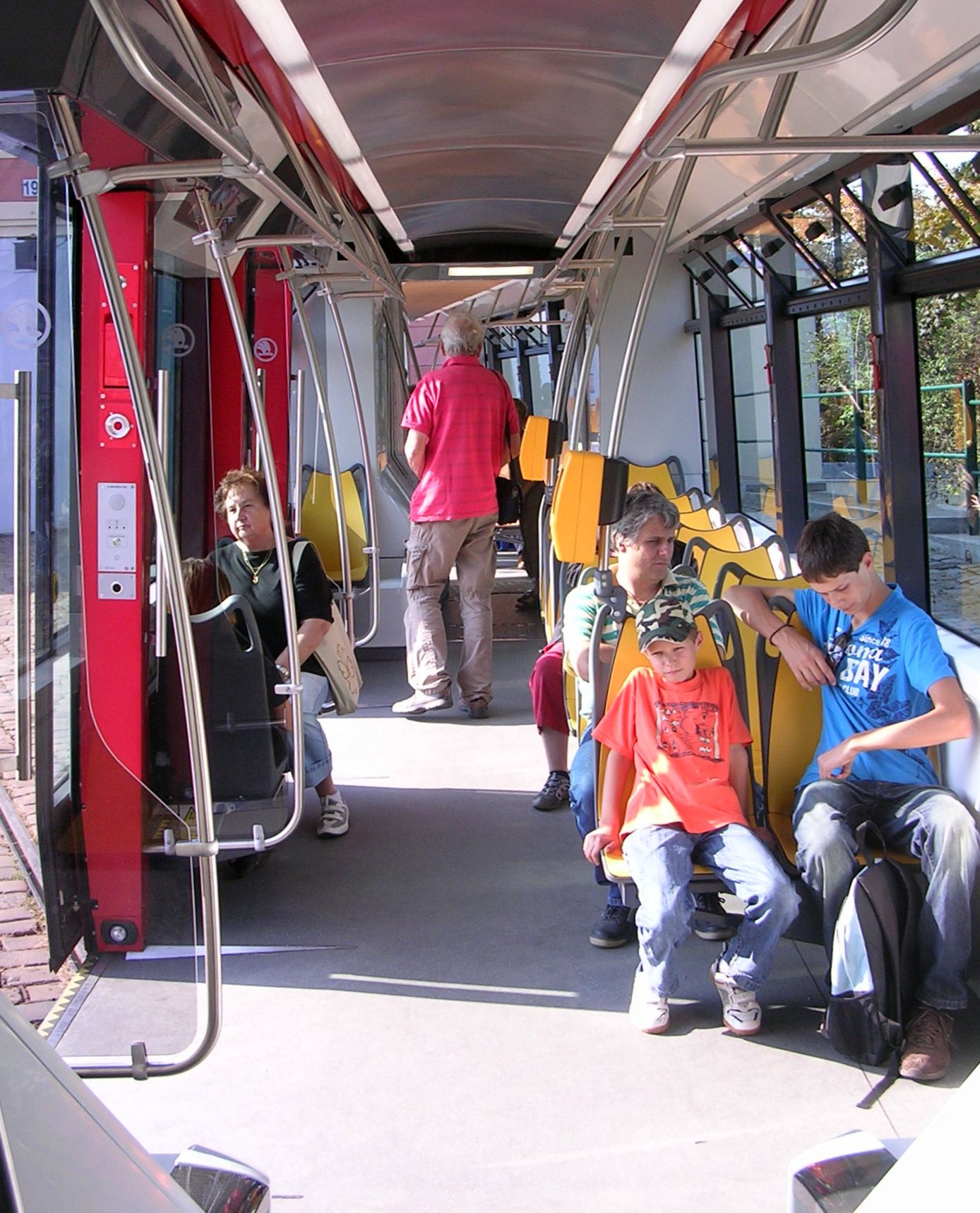
Innenansicht mit Verbindungsgang zwischen den Wagenkästen

Die Wagenkästen sind geschweißte Stahlkonstruktionen. Die Fahrzeuge laufen auf Drehgestellen mit Losradsätzen, deren Räder individuell von Synchronmaschinen mit Permanentmagneterregung angetrieben werden. Die Drehpunkte liegen dabei nicht mittig in den Drehgestellen. An den Enden sind sie jeweils zur Wagenmitte hin verschoben, so dass der in den Fahrgastraum hineinragende Teil geringer ausgedreht wird. Die mittigen Drehgestelle sind als Jakobs-Drehgestelle unter den Gelenken angeordnet und haben zwei Drehpunkte jeweils über den Radsätzen. Der Antrieb ist ohne Getriebe und dennoch vollständig abgefedert ausgeführt. Für Rostock war auch eine Variante mit Asynchronmaschinen statt der Synchronmaschinen angeboten worden. Über den Drehgestellen wird der Fußboden (ohne Stufen) von 350 mm auf 450 mm Bodenhöhe angehoben und bildet einen Verbindungsgang mit einer Breite von 700 mm in Bodennähe.
- Detailansicht vorderes Drehgestell von vorn
- Detailansicht vorderes Drehgestell von hinten
- Verbindungsgang über einem Jakobsdrehgestell
- Innenansicht mit Verbindungsgang zwischen den Wagenkästen